# Coreana ohruii
Coreana ohruii är en fjärilsart som beskrevs av Shirôzu 1962. Coreana ohruii ingår i släktet Coreana och familjen juvelvingar. Inga underarter finns listade i Catalogue of Life.